# Scout D

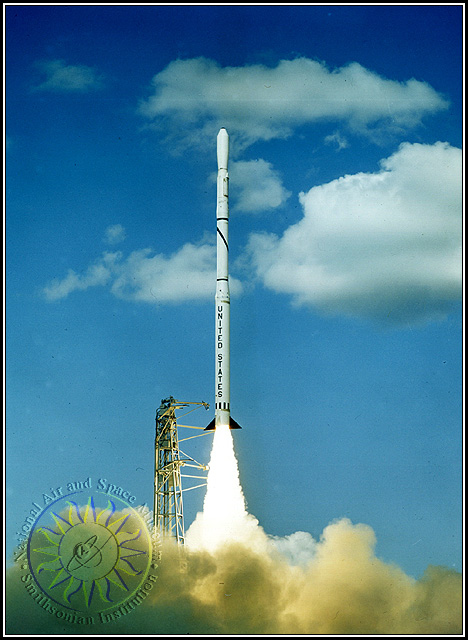
Um foguete Scout D logo após o lançamento.

O Scout D, foi, ao mesmo tempo, um foguete de sondagem e também um veículo de lançamento descartável.
Composto de quatro estágios, foi mais um membro da família de foguetes Scout.
Desse modelo, apenas uma variante foi utilizada: a Scout D-1, com dezesseis lançamentos entre 1972 e 1983.